# Station New Clee
New Clee is een spoorwegstation van National Rail in New Clee, North East Lincolnshire in Engeland. Het station is eigendom van Network Rail en wordt beheerd door Northern Rail. Het station is een request stop, waar treinen alleen stoppen op verzoek.